# Нефтяная улица (Севастополь)
Нефтяна́я у́лица — улица в Балаклавском районе Севастополя.

## История
Нефтяная улица (в Севастополе) получила своё название по находящейся на ней нефтебазе.
Жилые дома, расположенные на улице:
- №9
- №11
- №13
- №15
- №17

Прочие строения имеют номера: 2 («Элемент»), 2А, 16, 20, 23 («Втормет»).

## Расположение
Проходит от улицы Тимирязева до квартала Железнодорожное. Пересекается c трассой А-291 (8-й этап трассы Таврида), которая проходит над ней.
Улица проходит параллельно реке Чёрная.
Пересечений и примыканий других улиц в одном уровне нет.
Улица заканчивается поблизости от станции «пост 1531 километр», не доходя до неё ~650м.
Через сеть проездов, улица имеет соединение с Полезным шоссе.

## Достопримечательности
- Памятник «Воинам 263 стрелковой дивизии»[3].
- Памятник «Воинам 386 стрелковой дивизии»[4].
- Стадион «Колос»

От улицы пешеходная дорожка ведёт к памятнику «ДОТ (Долговременная огневая точка) № 40».
Далее, в глубине (примерно в 600 метрах) находится гора Сахарная головка, а поблизости от неё — одноимённый посёлок, вдоль края которого проходит примерно половина улицы.

## Инфраструктура
- АЗС.
- Канализационная насосная станция 3-го гидроузла[8].
- Нефтебаза[1].
- Школа №17
  - и её стадион.